# Cape Koamaru
Cape Koamaru ist ein Kap im Marlborough District auf der Südinsel von Neuseeland.

## Geographie
Cape Koamaru befindet sich rund 38 km nordöstlich von Picton und rund 39 km nordwestlich von Wellington, am nördlichen Ende der Insel Arapawa Island.
Das Kap bildet zusammen mit dem rund 12 km nordwestlich liegenden Cape Jackson den Eingang zum Queen Charlotte Sound/Tōtaranui. An der Westseite des Kaps zieht sich eine Kette von Felsen, Ngaturuturu genannt, über rund 350 m in nordwestlicher Richtung ins Meer. Sie finden knapp 2 km nordwestlich ihre Fortsetzung in den White Rocks, sechs kleine Felseninseln, die rund 300 m auseinanderliegen.
Rund 5 km südöstlich liegt die Inselgruppe The Brothers. Auf der nördlicheren Insel der Gruppe befindet sich das Brothers Island Lighthouse, dass Schiffe, die die Cook Strait befahren, auf Arapawa Island mit seinen Untiefen aufmerksam macht.
Cape Koamaru ist über Landwege nicht zu erreichen.